# Tubantia cataphractus
Tubantia cataphractus è un pesce osseo estinto, appartenente ai Trachichthyiformes. Visse nel Cretaceo superiore (circa 90 - 85 milioni di anni fa) e i suoi resti fossili sono stati ritrovati in Europa.

## Descrizione
Questo pesce di medie dimensioni solitamente non raggiungeva i 20 centimetri di lunghezza. Era dotato di un corpo allungato e un po' compresso lateralmente. La testa era piuttosto profonda, gli occhi erano grandi e le fauci ampie. La pinna dorsale era situata a circa metà del corpo, era molto alta e dotata di robusti raggi anteriori, che decrescevano in altezza man mano che ci si avvicinava alla parte posteriore. La pinna anale, leggermente più arretrata, era dotata di una struttura simile. Le pinne pelviche erano a forma di ventaglio e molto avanzate, mentre le pinne pettorali erano piuttosto piccole. La pinna caudale era dotata di lobi poco differenziati.

## Classificazione
Tubantia era un rappresentante arcaico dei Trachichthyidae, un gruppo di pesci bericiformi attualmente rappresentati da vari generi ma ben noti anche nel Cretaceo, con forme quali Hoplopteryx e Acrogaster. Tubantia, in particolare, era un trachittide anomalo, dal momento che il suo corpo non era così corto e profondo come quello di altre forme contemporanee.  
Tubantia cataphractus è noto per fossili ben conservati provenienti dalla Westfalia, in Germania, originariamente attribuiti al genere Sphenocephalus da von der Marck nel 1858. Fu solo nel 1964 che Patterson istituì il genere Tubantia per questi fossili. 